# Sciacca
Sciacca [ˈʃakka] é uma comuna italiana da região da Sicília, província de Agrigento, com cerca de 40.220 habitantes. Estende-se por uma área de 190 km², tendo uma densidade populacional de 212 hab/km². Faz fronteira com Caltabellotta, Menfi, Ribera, Sambuca di Sicilia.

## Demografia
| Variação demográfica do município entre 1861 e 2011                               |
|                                                                                   |
| Fonte: Istituto Nazionale di Statistica (ISTAT) - Elaboração gráfica da Wikipedia |